# Spyros Melas
Spyros Melas (n. 13 ianuarie 1882, Naupactus, Peloponez, Grecia de Vest și Insulele Ionice⁠(d), Grecia – d. 2 aprilie 1966, Atena, Regatul Greciei) a fost un scriitor și jurnalist grec. A scris drame sociale din istoria Greciei moderne, marcate de simțul tragicului, tendința de a se ridica de la real la ficțiune și de gustul pentru contraste.

## Scrieri
- 1908: Ho hyos tu ískiu ("Fiul umbrei");
- 1924: Mia nýchta, mia zoē ("O noapte, o viață");
- 1932: Ho naúarchos Miaúlēs ("Amiralul Miaulis");
- 1935: Papà va a scuola (Ο μπαμπᾶς ἐκπαιδεύεται, Papa se lustruiește sau Joc de societate)
- 1953: Ho Basiliās kai ho skýlos ("Regele și câinele").